# Lepenski Vir
Lepenski Vir (in serbo cirillico, Лепенски Вир) è un sito archeologico risalente a circa 11 000 anni dal presente, nel mesolitico, ubicato all'interno del parco nazionale di Đerdap nella Serbia orientale, al centro della penisola balcanica. Consiste di un insediamento di notevoli dimensioni circondato da dieci villaggi satelliti.

## Rinvenimento
Lepenski Vir è situato sulla riva meridionale del Danubio nella Serbia orientale, nelle vicinanze della cittadina di Donji Milanovac e in prossimità delle porte di ferro, la gola formata dal fiume lungo il confine tra Serbia e Romania. I primi scavi risalgono al 1965, ma solo nel 1967, in seguito al ritrovamento delle prime sculture mesolitiche, fu possibile riconoscere la notevole importanza della scoperta. Gli scavi terminarono nel 1971 quando l'intero sito venne trasferito 29.7 metri a monte per evitare l'inondazione dovuta all'apertura di una diga l'anno seguente .
Il maggior contributo all'esplorazione archeologica della zona è dovuto al professor Dragoslav Srejović dell'Università di Belgrado.

## Storia
Le datazione al radiocarbonio indicano una presenza umana continuativa a partire dal 9000 a.C., fino almeno 5300 a.C. . Dalle testimonianze architettoniche, appare evidente che la civiltà di Lepenski Vir fosse caratterizzata da una ricca vita sociale e religiosa e da un elevato livello culturale.
Il sito principale consiste di diverse fasi archeologiche, denominate proto-Lepenski Vir, Lepenski Vir Ia-e, Lepenski Vir II e Lepenski Vir III, che coprono oltre un millennio di storia dal mesolitico al neolitico. Numerosi altri villaggi appartenenti alla stessa civiltà e risalenti allo stesso periodo vennero scoperti nelle vicinanze. Tali siti includono, tra gli altri Hajducka Vodenica, Padina, Vlasac, Ikaona e Kladovska Skela. Gli artefatti ritrovati consistono di utensili di pietra e ossa, resti di abitazioni e oggetti rituali tra cui particolari sculture di pietra.
Si presume che gli abitanti di Lepenski Vir rappresentino i discendenti delle prime popolazioni europee della civiltà dei cacciatori-raccoglitori di Brno-Předmost dalla fine dell'ultima glaciazione. L'evidenza archeologica di abitazioni nelle vicinanze di caverne risale al 20.000 a.C.. Il primo insediamento sul plateau inferiore a quello di Lepenski Vir risale invece al 7.000 a.C., un periodo in cui il clima si è già notevolmente riscaldato. Le gentidi Lepenski Vir, e dei siti vicini, appartenvano al gruppo dei cacciatori-raccoglitori occidentali.
Secondo una prima, e più generalmente accettata interpretazione, il sito fu abitato da popolazioni di cacciatori-raccoglitori che, caso raro nel quadro più generale della storia europea del passaggio dal mesolitico al neolitico veicolato da migrazioni di popolazioni orientali, adottò autonomamente un'economia pastorale ed agricola; per un'altra e più recente intepretazione, il passaggio al neolitico si realizzò per l'arrivo di agricoltori provenienti dall'area dell'Egeo, che coabitorono con i preesistenti cacciatori-raccoglitori, per almeno due generazioni.
Lo sviluppo dell'insediamento fu fortemente influenzato dalla topologia dell'area, al centro della regione in cui il Danubio apre un varco attraverso i Carpazi, dopo aver lasciato la pianura pannonica.  Si trovava infatti su un sottile plateau sulle rive del Danubio, tra le scoscese pendici dei monti e la corrente del fiume, e forniva per questo motivo, limitate risorse in termini di cibo, materiali da costruzione e spazi abitativi. I ritrovamenti dello strato più antico, proto-Lepenski Vir, consistono infatti di un insediamento di forse solo quattro o cinque famiglie con meno di cento abitanti. La fonte di alimentazione primaria fu probabilmente la pesca. Comunità di pescatori di questo tipo erano tipiche della regione della più larga valle del Danubio in questo periodo.
In un secondo tempo, il problema del sovrappopolamento dell'insediamento originale si fa evidente. In questo periodo si verificarono importanti cambiamento che fanno di Lebensky Vir una cultura veramente d'eccezione nell'era del Mesolitico. Reperti archeologici nella zona circostante danno l'evidenza di insediamenti costruiti ai fini della caccia e la raccolta di alimenti e di materie prime. Questo suggerisce una complessa economia semi-nomade basata sullo sfruttamento delle risorse nella zona immediatamente circostante l'insediamento, qualcosa di inusuale per la visione tradizionale del mesolitico in Europa. Una maggiore complessità in una economia porta alla specializzazione professionale e quindi di differenziazione sociale.

## Descrizione
Il villaggio è ben pianificato; tutte le 137 case sono disposte secondo uno schema a forma di ferro di cavallo, rivolte verso il fiume, ed orientate lungo il corso del solstizio invernale, che in questo particolare luogo, per la presenza del rilievo roccioso del Treskavac, si sdoppia, dando vita al cosiddetto fenomeno astronomico della doppia alba.
Le case sono costruite in forma trapezoidale, con al centro un altare, un luogo di culto, cui erano associati ciotoli di fiume lavorati a figure e simboli religiosi, che rappresentano uno dei primi esempi di arte sacrale monumentale sul suolo europeo. Le abitazioni erano pavimentate con un materiale duro, creato da una miscela di argilla calcarea, sterco animale e cenere.
I morti sono stati sepolti al di fuori del villaggio in un elaborato cimitero. Apparentemente le uniche eccezioni sono relative alla cremazione di anziani notabili che sono state effettuate dietro il camino delle case, secondo un rito religioso.